# Jan Egeland
Jan Egeland (12 de setembro de 1957) é um diplomata norueguês e cientista político norueguês, tendo sido ex-secretário-geral-adjunto para Assuntos Humanitários das Nações Unidas.
Jan Egeland é secretário-geral do Conselho Norueguês de Refugiados, ONG humanitária maior da Noruega, com mais de 5000 empregados. Ele é responsável pelas atividades da organização em mais de 25 países. Como Secretário-Geral da NRC, Jan Egeland é um porta-voz corajosa para as pessoas deslocadas no mundo. Através de sua carreira, Egeland construiu experiência e conhecimentos que fazê-lo excepcionalmente qualificado para liderar a organização em direção a sua visão de 'direitos respeitados e Pessoas protegidas ».
Egeland assumiu o cargo de Secretário-Geral no NRC, em agosto de 2013. Ele veio a partir da posição de Diretor da Human Rights Watch para a Europa. Antes de entrar para a Human Rights Watch, que ele era o diretor-executivo do Instituto Norueguês de Assuntos Internacionais.
Como Sub-Secretário-Geral das Nações Unidas para os Assuntos Humanitários e Coordenador da Ajuda de Emergência de 2003 a 2006, Egeland ajudou a reformar o sistema de resposta humanitária global e organizada a resposta internacional ao tsunami na Ásia, e crises de Darfur para a República Democrática do Congo e para o Líbano .
Em 2006, a revista Time nomeou-o um dos 100 "pessoas que moldam o nosso mundo." De 1999 a 2002, foi assessor especial do Secretário-Geral da ONU sobre a Colômbia, e de 1990 a 1997 foi Secretário de Estado no Ministério da Norwegian Negócios Estrangeiros.
Em 2012, a banda norueguesa Ylvis, conhecida pelo hit "What Does The Fox Says?", fez uma música em homenagem a Jan Egeland, exaltando de forma humorística seus feitos políticos e constante luta para proteger os direitos humanos.